# The Yakuza
The Yakuza is een misdaadfilm die zich grotendeels afspeelt in Japan, een Amerikaans-Japanse neo noir, geregisseerd door Sydney Pollack en uitgebracht in 1974. Het script is geschreven door de broers Leonard en Paul Schrader en op vraag van Pollack bewerkt door Robert Towne. Alhoewel de film geen commercieel succes was, heeft hij later toch belangrijke invloed gehad op films als Blade Runner uit 1982 en Into the Sun (2005), waarna Yakuza de status kreeg van cultfilm.
De film situeert zich in de roerige overgangsperiode na de bezettingsjaren van Japan naar het economisch succes van het begin van de jaren 70. De gepensioneerde Amerikaanse privé-detective Harry Kilmer gaat terug naar Japan om de gekidnapte dochter van een goede vriend uit de klauwen van de Japanse misdaadorganisatie Yakuza te redden. Kilmer diende 20 jaar eerder in Japan als politieman in het Amerikaanse bezettingsleger en had daar toen een relatie met een alleenstaande Japanse met een jonge dochter. Deze vrouw had een broer die 6 jaar na de Japanse capitulatie onverwacht was opgedoken uit het regenwoud op de Filipijnen.

## Rolverdeling
| Acteur           | Personage     |
| ---------------- | ------------- |
| Robert Mitchum   | Harry Kilmer  |
| Ken Takakura     | Ken Tanaka    |
| Kishi Keiko      | Eiko Tanaka   |
| Christina Kokubo | Hanako Tanaka |
| Richard Jordan   | Dusty         |
| James Shigeta    | Goro Tanaka   |
| Herb Edelman     | Oliver Wheat  |
| Eiji Okada       | Toshiro Tono  |
| Brian Keith      | George Tanner |
| Kyosuke Mashida  | Jiro Kato     |